# Jiří Mach (historik)
Jiří Mach (* 30. června 1950 Rychnov nad Kněžnou) je regionální historik, spisovatel a bývalý ředitel Vlastivědného muzea v Dobrušce. Ve svých pracích se věnuje převážně regionu Podorlicka a Orlických hor. Je kronikářem města Dobrušky a v rámci své práce se věnuje především popularizaci historie.

## Život
Jiří Mach se narodil 30. června roku 1950 v Rychnově nad Kněžnou. Rodina v této době žila v Hlinném v Orlických horách, kde jeho otec zastával funkci řídícího učitele. Zde prožil své dětství. Po absolvování základní školy vystudoval gymnázium v Dobrušce a v roce 1968 (tedy po událostech tzv. pražského jara) nastoupil na studium Filosofické fakulty Univerzity Karlovy, dvojobor Sociologie městských sídel a Andragogika, který absolvoval v roce 1973.

### Vlastivědné muzeum v Dobrušce
Roku 1984 nastoupil do funkce ředitele Vlastivědného muzea v Dobrušce, které restrukturalizoval a vybudoval mimo jiné i muzejní knihovnu pro veřejnost, pomohl s přípravou a realizací nové expozice a rekonstrukce budovy přilehlé synagogy. Svoji práci věnoval především oblasti popularizace historie. Od roku 1984 přispíval svými články o historii regionu a jeho osobnostech do lokálních periodik, jakými jsou Rychnovský deník, Panorama, Orlický týdeník, MF DNES, Noviny Rychnovska. Od roku 1985 je také členem redakční rady Dobrušského zpravodaje.